# Соколине око (камінь)
Соколине око (інша назва — яструбине око) — виробний камінь, специфічний різновид напівпрозорого кварцу з включеннями амфіболу. Володіє блакитним, синім, сірувато-синім кольором, а на полірованій поверхні кабошона — шовковистою переливчатістю завдяки численним паралельно розташованим порожнистим каналам і включень крокідоліту.
Аналогічний камінь, в якому часткове окиснення крокідоліту призводить до появи бурих смуг, називається зебровим оком. Зовні схожа гірська порода, що складається зі зцементованих уламків халцедону з включеннями волокон амфіболів, відома під назвою Пітерс (англ. pietersite).
Передбачається, що специфічна структура каменю з оптичним «ефектом котячого ока» утворюється в процесі заміщення кремнеземом азбестоподібного агрегату мінералу рибекіту зі збереженням його волокнистої структури.
Видобувається, в основному, в Південній Африці, а також в США, Індії, Мексиці, Австралії. Соколине око більш рідкісне, ніж інші кварци з ефектом переливчастості. Синтетичних імітацій не проводиться, але іноді під виглядом соколиного ока продаються примітивні імітації зі скла.